# Schächental
Schächental är en dal i Schweiz.   Den ligger i kantonen Uri, i den centrala delen av landet, 100 km öster om huvudstaden Bern.
I omgivningarna runt Schächental växer i huvudsak blandskog. Runt Schächental är det glesbefolkat, med 9 invånare per kvadratkilometer.